# PlayStation Home
PlayStation Home — виртуальная трёхмерная игровая платформа, разработанная студией лондонского подразделения Sony Computer Entertainment для PlayStation 3 (PS3) в рамках PlayStation Network (PSN). Она была доступна из основного меню PS3, XrossMediaBar (XMB). Для входа необходима была бесплатная регистрация в PSN. После установки пользователи могли выбрать, сколько места на жёстком диске они хотят зарезервировать для Home. Разработка сервиса началась в начале 2005 года, а 11 декабря 2008 года он был запущен в открытом бета-тестировании. Home оставался в статусе бета-версии до своего закрытия 31 марта 2015 года.

### Закрытие
2 апреля 2015 года сервис был закрыт из-за невозможности Sony вернуть потраченные на разработку средства.

### Информация
Home позволяет пользователям создавать персональный аватар, которого можно настраивать с огромным количеством опций. Каждому аватару была предоставлена личная квартира, которую пользователи могли украсить бесплатными, купленными или выигранными предметами. Пользователи могут путешествовать по миру Home, который часто обновлялся Sony и её партнерами. Создавались общественные места для развлечения, демонстрации и рекламы, а также для знакомства с другими игроками. Основными формами рекламы в Home были сами пространства, видеоэкраны, плакаты и мини-игры. В Home был множество одиночных и многопользовательских мини-игр, а также широкий спектр специальных мероприятий, на которых игроки могли выигрывать ценные призы. Пользователи имели возможность использовать выигранные предметы, чтобы настроить своего аватара или украсить квартиру, пожелаят приобрететь аватары.

## История

Первоначальная Центральная площадь (Central Plaza) располагалась в помещении и была отделена от других пространств.

PlayStation Home первоначально назывался «Hub» и начинал свой путь как онлайн-лобби в 2D для игры The Getaway: Black Monday на PlayStation 2. Однако, онлайн-сообщество PlayStation 2 было слишком узким, и проект вскоре был перенесён на PlayStation Network для PlayStation 3. Филу Харрисону, тогдашнему президенту SCE Worldwide Studios, понравилась идея создания виртуального 3D сообщества для геймеров PlayStation, и проект превратился в то, что сегодня известно как PlayStation Home. В своём выступлении 2007 года Фил Харрисон использовал термин «Game 3.0», чтобы описать сервис.
С момента запуска PSN вокруг Home начали появляться слухи, когда в интересах Sony были такие услуги, в частности, предоставление трофеев PSN в играх, выпущенных её собственными студиями. PlayStation Home был впервые упомянут в качестве сервиса в интервью с NG-Gamer. Позже это было подробно освещено с помощью Kotaku и, наконец, подтверждено NG-Game. Официально об анонсе было объявлено Филом Харрисоном 7 марта 2007 года во время его речи на Game Developers Conference, где первоначально планировалось, что сервис будет выпущен для общественности по всему миру в октябре 2007 года.
Home был неоднократно перенесён и переработан перед первоначальным релизом. Приглашения на закрытый бета-тест предлагались победителям еженедельного игрового онлайн-события в Warhawk. В августе 2008 года Sony отправила дополнительные приглашения выбранным пользователям, которые скачали новую тему Home в XMB в Японии и Северной Америке. Sony Computer Entertainment Europe (SCEE) и Sony Computer Entertainment Hong Kong (SCEHK) также отправляли приглашения выбранным пользователям на закрытый бета-тест. Также приглашения получали пользователи, которые приобрели контент на сумму более 60HK$ или 12SG$ за одну транзакцию в PlayStation Store с 29 августа по 12 сентября 2008 года. В ноябре 2008 года Sony Computer Entertainment America (SCEA) пригласила ежегодных подписчиков Qore. После выпуска основной версии 1.0, приглашения были отправлены по всему миру.
Открытое бета-тестирование Home началось 11 декабря 2008 года. В марте 2009 года игра в альтернативной реальности, включающая головоломки и интриги, под названием Xi стала популярной после того, как она была выпущена nDreams для Home. В июне 2009 года Питер Эдвардс, директор Home SCEE, сообщил, что количество пользователей превысило 7 миллионов и что 80% пользователей составляют мужчины в возрасте от 18 до 35 лет. На Tokyo Game Show 2009 года Каз Хираи объявил, что Home скачали 8 миллионов пользователей. Джек Бьюзер, директор Home SCEA, сообщил, что слово «бета» не будет удалено из названия. В интервью Eurogamer с Питером Эдвардсом 24 июля 2009 года Эдвардс заявил, что сервис не будет находиться в стадии бета-тестирования, когда он будет «представлять исключительно окончательный уровень качества». 14 октября 2009 года Джек Бьюзер заявил, что «идея Home развивалась». Он сказал, что изначально Home был создан как «социальная сеть для геймеров», но стал «прежде всего, игровой платформой». 17 декабря 2009 года SCEA выпустила свою первую массовую многопользовательскую онлайн-игру, специально созданную для Home, под названием Sodium. Планировалось выпустить 4 части, однако до закрытия Home вышли только первые две. Первая часть называлась Sodium One.
В феврале 2010 года нескольким избранным пользователям PlayStation Home были разосланы электронные письма с приглашением принять участие в закрытом бета-тестировании сервиса. Этот бета-тест был направлен на получение обратной связи от членов сообщества Home относительно определённых изменений.

Североамериканская Центральная площадь (Central Plaza) в версии 1.30

Первое глобальное «публичное пространство» было запущено 10 июня 2010 года, позволяя всем пользователям из Home Азии, Европы, Японии и Северной Америки собраться в одном пространстве. Это пространство называлось FevaArena Global Pitch Area и было посвящено Чемпионату мира по футболу 2010 года. Арена позволяла всем пользователям Home участвовать в мероприятиях и мини-играх, посвящённых Чемпионату мира по футболу 2010 года.
В июне 2010 года Sony выпустила виртуальную копию своего стенда на выставке E3 2010 во всех версиях Home. Виртуальный стенд E3, слегка изменённый, вернулся в следующем году с анонсом семи различных игр и PlayStation Vita, с виртуальными наградами за просмотр видео, а также с демонстрацией новой игры для PlayStation Home, «Scribble Shooter». Кроме того, пресс-конференция Sony на E3 транслировалась в PlayStation Home в специальном виртуальном кинотеатре, как и другие интервью, которые происходили в течение недели E3 2011. Виртуальный стенд E3 вернулся снова на выставке E3 2012, на этот раз с анонсом 12 игр, а также с виртуальным аватаром Кристины Ли (ведущей шоу PSN «Pulse»), проводившим особый квест для всех 12 игр, с возможностью получить награды. Завершение квеста давало доступ к VIP-зоне, в которой можно было просмотреть предстоящие игры и контент для PlayStation Home, в том числе грядущую массовую многопользовательскую гоночную игру Mercia, а также Home Tycoon от Hell Fire Games. Виртуальный стенд  E3 снова вернулся в следующем году на выставке E3 2013, где снова были представлены предварительные просмотры нескольких игр и квест, в котором игроки могли получить ряд наград. В 2014 году PlayStation Home не показало виртуального стенда на выставке E3.
20 апреля 2011 года для Home выпустили версию 1.50, в которой были значительно улучшены физический и графический движки. Также была выпущена вторая и последняя часть Sodium — Sodium 2: Project Velocity.
В ноябре 2011 года была выпущена новая зона, известная как «Hub» (Центральная зона, Общественная площадь), в которой были представлены различные игры, в том числе Cogs от Lazy 8 Studios. Hub также включал «Доску активности» и систему событий «Пользовательский контент». Вокруг Hub были районы, основанные на жанрах игр, соответствующих настроению пользователей. Пользователи также могли бесплатно смотреть полнометражные фильмы, благодаря усилиям онлайн-дистрибьютора видео Crackle совместно с Loot Interactive. Фильмы были доступны на всех экранах Loot Entertainment on Demand (EOD) в PlayStation Home.
В августе 2014 года Sony Computer Entertainment Japan объявила о закрытии сервиса в Японии и других азиатских территориях. После сентября пользователи в этих регионах больше не могли приобретать никакой контент сервиса. В сентябре Sony Computer Entertainment America и Sony Computer Entertainment Europe объявили об окончательном закрытии Home в своих регионах. Новый контент перестал публиковаться после 12 ноября, а пользователям дали время на покупку контента до 3 декабря; после этого пользователи больше не могли покупать контент. Официальное закрытие Home состоялось 31 марта 2015 года во всём мире.
Логотип PlayStation Home был представлен в качестве коллекционного «артефакта» в компьютерной игре Astro's Playroom 2020 года, трёхмерного платформера, разработанного студией Japan Studio и предустановленного на каждой консоли PlayStation 5.

## Операции
Камера в PlayStation Home была от третьего лица. При входе в Home пользователей встречало «Сообщение дня», содержащее новости Home. Во время загрузки пользователи получали советы и инструкции о том, как пользоваться Home.

### Пользовательский интерфейс
В PlayStation Home не было экранного интерфейса во время игры, но все функции можно было вызвать с помощью контроллера. Функции включали в себя «Быстрый чат», меню жестов, экраны «Меню» и «Безопасность», а также внутриигровой XMB. Первоначально Sony планировала позволить пользователям проигрывать видео и музыку, хранящиеся на их жёстких дисках, на виртуальных экранах и стереосистемах. Однако эти функции так и не были реализованы, поскольку Sony не смогла решить потенциальные проблемы с лицензированием.
«Экран меню» (ранее называвшийся как Панель меню, а до этого — виртуальная PSP во время бета-тестирования) был устроен аналогично XMB на PS3. В меню было семь категорий: «Навигатор», «Персональное», «Социальное», «Гардероб», «Дизайн интерьера», «Параметры» и «Справка». В категории «Персональное» пользователи могли увидеть свой инвентарь, который содержал переносные предметы пользователя, а также всех спутников, которые могли следовать за пользователем (например, питомца-собаку). Категория «Персональное» также позволяла пользователям просматривать свои купленные предметы, награды, загрузки и профиль PSN. Категория «Социальное» позволяла пользователям просматривать местоположения своих друзей, групповые мероприятия, запущенные игры, сообщения дня и новости.
Пользователи могли делать снимки экрана Home в режиме от первого или третьего лица и сохранять их на жёсткий диск своей PS3. С помощью Loot's Active Duty Camera (премиум-предмет), пользователи также могли записывать видео в своих личных пространствах или клубах.
«Экран безопасности» использовался для подачи жалоб, изменения настроек коммуникации и быстрого доступа к личному пространству пользователя и списку друзей XMB. Навигатор (ранее известный как Карта мира) также был организован по принципу XMB и сортировал пространства по категориям на основе их функционального назначения.

### Общение
Пользователи могли общаться в Home различными способами. Вдобавок к уже существующей системе обмена сообщениями PSN, пользователи могли писать текстовые сообщения друг другу, используя физическую или экранную клавиатуру. Эти сообщения появлялись в речевом облаке над головой аватара и сохранялись в истории чата. Пользователи могли переключаться между текстовым и голосовым чатом прямо в окне чата. Голосовой чат, при использовании гарнитуры, был доступен в личных пространствах и клубах, а также на частных каналах голосового чата с группами до восьми пользователей. Пользователь также мог производить видимые жесты (или «эмоции»), такие как махание рукой, кивок головой или танцы. Также была доступна функция «быстрого чата» с предопределёнными фразами. Пользователи также могли указать эмоциональный статус своего аватара, который отображался под их именем. Некоторые наряды аватаров также имели дополнительные эмоции.

### Экономика
Хотя самим сервисом можно было пользоваться бесплатно, премиум-контент можно было приобрести в различных магазинах торгового комплекса и в определенных пространствах. Пользователи могли просматривать и оплачивать предметы, такие как виртуальная одежда и мебель, заходя в магазин и используя интерфейс платформы PlayStation Store. Предметы покупались за реальную валюту, все средства брались из кошелька пользователей PlayStation Network Wallet. Помимо контента, созданного Sony Computer Entertainment, другие компании также могли продавать виртуальные товары через свои собственные магазины в Home. Например, Diesel, Ligne Roset и Game были представлены в Home со своими собственными магазинами, где пользователи могли покупать виртуальные предметы на основе дизайнов одежды и мебели каждой компании.
Реклама присутствовала в публичных пространствах Home. Большинство рекламных объявлений были нацелены на контент, связанный с PlayStation, хотя также присутствовали иные бренды, связанные с видеоиграми. Большинство реклам были нацелены на определённые региональные аудитории.

### Бонусы за предварительный заказ
Чтобы рекламировать игры в Северной Америке, Sony выпустила бонусы за предварительный заказ игр для PS3, в основном на Amazon.com. Первый бонус был за предзаказ эксклюзивной для PS3 игры Killzone 2. Пользователи североамериканской версии Home, оформившие предзаказ Killzone 2 на Amazon.com, бесплатно получили специальные наряды для своего аватара. 16 февраля 2009 года, если пользователи обнаруживали солдата-хелгаста в североамериканском Home, то они получали доступ к демо-версии Killzone 2. Другие предзаказные бонусы на Amazon.com давались за игры inFamous (костюм «Reaper»), Darksiders («Ruin Head Mask» и «War Armor»), MAG (личное пространство «S.V.E.R. Barracks») и BioShock 2 (костюм «Big Daddy»).
Игра Ratchet & Clank Future: A Crack in Time также имела бонус за предзаказ от GameCrazy. Пользователи, оформившие предварительный заказ дополнения «Space Package», получили PlayStation Home Avatar Skin.

#### Total Game Integration
Total Game Integration (рус. Полная интеграция игр) была запущена в 2011 году и стала уникальным способом Home для продвижения будущих игр на PS3, которые включали бонусы за предварительный заказ в Home из Amazon.com. Вместо того, чтобы заказывать игры напрямую на Amazon.com, пользователи могли предзаказать рекламируемую игру в PlayStation Home, чтобы получить бонусы в Home и/или в самой игре. Первой игрой, которая использовала Total Game Integration, была Killzone 3 с бонусом в виде «Helghast Jetpack». Центральная площадь была преобразована в оперативную базу ISA для проведения акции. Вторым бонусом, связанным с Total Game Integration, который переработал Центральную площадь, стал костюм «Exploding Zombie Outfit» для Dead Island. Следующим бонусом TGI стал костюм «Nathan Drake» для Uncharted 3: Drake’s Deception. Этот предварительный заказ также включал игровое пространство под названием «Fortune Hunter», специально разработанное для Total Game Integration. Мини-игра использовала пространство, которое было частичной реконструкцией Йемена из многопользовательского режима Uncharted 3. Последним бонусом TGI за предзаказ был "Boost Gem Trial Pack 1" для Street Fighter X Tekken. Впервые в истории Home пользователи могли драться, используя своих Home-аватаров, и могли разблокировать костюмы Рю и Кадзуя (которые позволяли пользователям бросать огненные шары и выполнять индивидуальные атаки в прыжке), выполнив все 10 испытаний SFxTK. Зона Hub была переработана для этого TGI.
Ваучеры (в основном коды) для предзаказных бонусов отправлялись в течение десяти дней после выпуска игры, а срок их действия истекал через 90 дней после релиза. В европейской и японской версиях Home также была возможность получить эти бонусы за предварительный заказ, но через различные мероприятия и промоакции предзаказов.

### PlayStation Home TV
23 декабря 2009 года SCEE запустила PlayStation Home TV для европейского Home с новостями и информацией о различных мероприятиях. Если у пользователей было общественное мероприятие, которое, по их мнению, должно было быть представлено на экранах Home TV, или какие-либо новости, они могли написать на электронную почту Home TV с предложением. Каждый месяц на Home TV выходили новые эпизоды с новостями и другой информацией, которые показывались в Home Theatre.

## Аватары и личные пространства

Аватар PlayStation Home в личном пространстве Harbour Studio.

Пользователи получали аватара и квартиру, которые они могли персонализировать своим собственным выбором декора и мебели. Аватар пользователя был средством передвижения и общения, а личные пространства и клубы — средством самовыражения и знакомства с новыми людьми.

### Аватар
Пользователи могли создать свой собственный аватар или использовать один из нескольких доступных аватаров. Пользователи могли настраивать различные характеристики своего аватара, в том числе пол, цвет кожи, волосы, форму тела и строение лица. Они также могли настраивать одежду и аксессуары своего аватара, используя набор стандартных предметов, которые можно было получить из разных мест, включая магазины одежды в торговом комплексе Home, и предметы, выигранные в мини-играх Home, или в играх PS3, поддерживающих награды Home.
Пользователи могли получить доступ к гардеробу с Экрана меню в любое время и в любом месте, за исключением случаев, когда они находились в личной квартире другого пользователя. Гардероб состоял из двух секций: основная часть для хранения часто используемых вещей (вместимостью до 500 предметов) и другая для хранения менее часто используемых вещей. Новые предметы были помечены соответствующим образом. Пользователи также могли отфильтровать гардероб, чтобы отображались только избранные, купленные, наградные или недавно полученные предметы.

### Личные пространства
Каждый пользователь имел своё личное пространство, которое они могли изменять и настраивать по своему усмотрению. Начальная базовая квартира, Harbour Studio, была бесплатной и предлагала пользователям ограниченные возможности настройки и персонализации. Пользователи могли приглашать к себе в личное пространство любого другого пользователя Home (даже из других регионов, если только пространство не было заблокировано для этого региона). В некоторых личных пространствах, таких как PlayStation Home Mansion, находился встроенный телевизор, на котором можно было смотреть контент PlayStation (например, PlayStation Blog). В личных пространствах Loot Interactive был доступен разнообразный контент, который можно было воспроизводить на их экранах Entertainment on Demand (EOD). Пользователи также могли поместить собственные цифровые фотографии в рамки, чтобы разместить их на стенах своей квартиры. В то время как Harbour Studio и основная мебель были предоставлены всем пользователям бесплатно, премиальные личные пространства и мебель можно было купить в магазинах. Другие способы получения мебели, декоративных предметов или даже целых личных пространств включали выигрыш в мини-играх Home и игру в определённые игры на PS3, которые поддерживали награды Home.
Премиальные личные пространства можно было приобрести в магазине Home Estates в торговом комплексе Home. Sony выпустила множество премиальных личных пространств для Home как от собственных, так и от сторонних разработчиков. Различные премиальные квартиры были доступны для всех регионов, однако некоторые из них были эксклюзивными для конкретных регионов. Первым выпущенным личным пространством премиум-класса стал Summer House. Яхта Sunset Yacht от Loot (ранее Amaterasu Yacht) стала первым личным пространством, позволяющим пользователям настраивать обстановку (например, рассвет, закат, день, ночь). Кроме стандартных функций личных пространств, Loot's Space Apartment также позволял пользователям просматривать ленты Twitter с помощью бегущей строки, а также искать фотографии из своей учетной записи Flickr и отображать их на экранах.
Игры PS3 также могли иметь посвящённые им премиум-пространства. Например, пространство Visari Throne Room было основано на тронном зале Визари из последнего уровня Killzone 2. Sony также предоставила возможность получать бесплатные квартиры. Chamber Apartment была первой и была доступна только в мае 2009 года в Home для Северной Америки. PlayStation Home Mansion (Северная Америка и Европа) был первым расширяемым личным пространством Home; чтобы владеть всем особняком (например, первый этаж, второй этаж, гараж и бассейн), необходимо было приобретать комнаты за деньги.
Blueprint: Home был инструментом для создания личного пространства, который позволял пользователям строить и сохранять до пяти своих собственных квартир. С помощью различных пакетов стилей пользователи могли создавать свою собственные персонализированные квартиры площадью от 60 квадратных метров до 25 комнат. Пользователи могли переместить своё пространство в разные места, от загородного поля до вершины небоскреба. Пользователи также могли добавлять в них комнаты, двери, окна, обои, полы, потолки, характерные объекты, экстерьеры, небо и окружающую среду. Blueprint: Home был разработан студией nDreams и выпущен 1 августа 2012 года в Европе и Северной Америке.

#### Клубы
Пользователи могли покупать и создавать клубы. Было четыре дизайна пространства клуба, доступных для покупки: Basic, Desert Haven, War Room от nDream и Crystal Seashores. В каждом клубе был лидер, пользователь, который приобрёл клуб. Лидер мог назначить до 4 подлидеров и в общей сложности иметь до 32 участников, включая владельца. Пользователь мог быть участником только пяти клубов, включая собственный, где он был лидером. Хотя пользователь мог владеть несколькими разными дизайнами клуба, он был лидером только в одном клубе и решал, какой дизайн будет использоваться в качестве места встречи всех членов. Аналогично личным пространствам, владелец мог создать и украсить частный клуб как место встречи для всех членов, и участники соответственно могли заходить в помещение клуба в любое время. В клубах также была доска объявлений, на которой лидер или подлидеры могли размещать сообщения и объявления для других участников. В японском Basic клубе была возможность просматривать страницу участника Home после ввода его информации PSN. Пользователи могли заблокировать других пользователей от членства в их клубе. Помимо всех стандартных функций клубов, клуб War Room помогал владельцам или подлидерам донести своё сообщение во время клубных встреч или дискуссий. Он также включал специальную точку доступа, позволяющую пользователям телепортироваться из War Room в другие установленные места.
2 декабря 2010 г. для подписчиков PlayStation Plus в Европе был выпущен бесплатный эксклюзивный клуб. PlayStation Plus Private Members Club представлял собой бар с несколькими столами и карточной игрой для двух-четырех игроков со специальными наградами. В этом баре также были новости Plus, которые можно было посмотреть, заглянув в меню коктейлей или просматривая видеоролики на экране внутриигрового телевизора. 11 апреля 2012 г. в Северной Америке был выпущен новый клуб под названием «x7 Club», доступный только для подписчиков Plus или пользователей, которые приобрели один из выбранных эксклюзивных предметов в Home. Все участники x7 получали специальные скидки, бесплатные предметы и ранний доступ к определённому контенту до того, как он станет общедоступным. В клубе присутствовала танцплощадка и мини-игра под названием FLIRT.

#### Студийные съёмочные площадки
Студийные съёмочные площадки были премиальными личными пространствами, где пользователи с системой видеозахвата могли создавать свои собственные машинимы. Loot выпустил четыре разных студийных площадки для пользователей, чтобы они могли снимать свои собственные машинимы, а также предоставил различные инструменты на этих площадках (например, освещение и реквизит) для помощи в создании. Кроме того, у Loot был широкий выбор предметов в их магазине в торговом комплексе.

## Публичные пространства
Home состоял из различных мест, где игроки могли взаимодействовать и участвовать в мероприятиях, которые были созданы как Sony Computer Entertainment, так и различными сторонними компаниями. Пространства в Навигаторе были разбиты на категории в зависимости от издателя и назначения каждого пространства. Названия и доступность пространств менялись в зависимости от местоположения пользователя.
Существовало четыре разных версии Home, которые располагались на четырёх регионах: Азии, Европе, Японии и Северной Америке. Страны присоединялись к соответствующему подразделению Sony Computer Entertainment. Япония была единственной страной, у которой была своя собственная версия Home. SCEHK управляла азиатским Home, SCEE управляла европейским Home, SCEJ управляла японским Home, а SCEA управляла североамериканским Home. Окружающая среда Home в разных регионах имела как сходные, так и отличающиеся особенности между собой.

Hub — новое центральное место для встреч Северной Америки, начиная с 3 ноября 2011 года. В центре представлена игра Cogs.

### Центральные пространства
Центральные пространства (Core Spaces) — это пространства, которые были созданы Sony Computer Entertainment специально для среды Home и служили центральным местом встреч для пользователей. Они являлись основными пространствами Home и обновлялись чаще всего. Именно здесь происходило большинство мероприятий. Эти пространства включали в себя центральное место встреч; боулинг и игровые автоматы; торговый комплекс; кафе; пространства различных игр, разработчиков и компаний; пространства PlayStation Events; и районы.
Главная площадь под названием «Home Square» (Европа, Азия и Япония) или «Hub» (Северная Америка) была центральным местом для встреч, где пользователи обычно встречались и общались. Она объединяла все Центральные пространства вместе и была местом проведения большей части рекламных мероприятий. Было всего пять районов для определённых игровых жанров. Каждый район Европейской Home Square и Hub имел собственный дизайн и уникальные товары и услуги. Также была предусмотрена «Доска активности», на которой пользователи могли получать задания на награду, иногда требующие посещения различных мест и/или прохождения мини-игр.

#### Список районов
- Action District — напоминал уровень шутера от первого лица, предоставляя доступ к играм жанра экшен и хоррор. В этом районе пользователи могли играть в Bootleggers '29, Dead Island и Novus Prime.
- Sportswalk — здесь можно было узнать моментальные результаты матчей больших лиг, новости и основные моменты спортивных событий, а также поиграть в игры на спортивную тематику. Пользователи имели доступ к столам для игры в PlayStation Home Hold'em (и к пространству, где они находились), а также к игре PlayStation Home Sports Trivia.
- Adventure District — здесь пользователи могли наслаждаться играми на приключенческую тематику. В районе были джунгли с тропическими локациями для исследования, включая древний храм, прибрежную береговую линию и пляжный бар. Это пространство также служило точкой доступа к игре Cutthroats: Battle for Black Powder Cove.
- Pier Park (только для Северной Америки) — это набережная с карнавалами, головоломками и аркадными играми на открытом воздухе. Пользователи могли кататься на колесе обозрения со своими друзьями, посетить пространство RC Rally и танцевать в танцевальной зоне, которая напоминала киоск «Listen@Home», представленный на бывшей Центральной площади (Central Plaza). С этого района можно было получить доступ к «Indie Park» и «Theater Lobby».
- Indie Park — тут пользователи могли играть в различные мини-игры, созданные независимыми разработчиками. В этом районе инди-разработчики могли продемонстрировать свою работу.

#### Другие центральные пространства
- Home Theatre[81] (Азия, Европа и Япония) или Theater Lobby (Северная Америка) — виртуальный кинотеатр, где пользователи могли просматривать различный видеоконтент, такой как трейлеры фильмов и игр, функции собственных видеоигр (например, Qore[англ.]) и видеоигр сторонних издателей (например, Eurogamer), полнометражные телешоу и подкасты от разных организаций. Theatre Lobby предлагал магазин, где пользователи могли покупать одежду и другие товары, связанные с фильмами, а также играть в мини-игру Scribble Shooter[82].
- Bowling Alley (Европа[83] и Северная Америка[84]) или Game Space (Азия[85] и Япония) — пространство, в котором находились многопользовательские мини-игры, такие как боулинг и американский бильярд. Оно также имело различные аркадные игры, включая Echochrome[англ.]. За победу в аркадных играх выдавались призы. В Game Space также были дартс и аркады из сборника игр Namco Museum, которые можно было загрузить через PSN.
- Shopping Centre (Европа[86]), Mall 1st Floor/2nd Floor (Северная Америка[84]) или Shopping Mall (Азия[87] и Япония) — центральное пространство, где совершалось большинство покупок. Торговый комплекс позволял пользователям покупать новую одежду, аксессуары, премиальные места (личные пространства или клубы) и другие предметы. Покупки производились с использованием средств кошелька PlayStation Network и работали так же, как и в PlayStation Store. В торговом комплексе были различные магазины определённых товаров, видеоэкран, рекламные плакаты и место для игры в шахматы. Все магазины можно было найти в Навигаторе.
- Home Café (Азия[80] и Япония), Gamer's Lounge (Северная Америка) или PlayStation Vita Lounge (Европа) — двухэтажное виртуальное кафе[88]. В этом пространстве проходили «беседы с разработчиками» о некоторых играх[89]. Gamer's Lounge также был местом проведения вечеров избранных игр в Северной Америке. Home Café в Японии было переоборудовано в «Music Café», имевшее первый этаж — «Звуковое пространство» (Sound Space), и второй этаж — «Галерея» (Gallery Space), где отображались различные развлекательные продукты Sony и опрос с возможностью получить вознаграждение[90]. В PlayStation Vita Lounge были представлены трейлеры и информация о PS Vita и её стартовых играх, а также добавлены квесты.
- Hong Kong/Korea/Singapore/Taiwan Lounge (только для Азии) — в отличие от других паназиатских (общих для всех регионов Азии) пространств, таких как Home Square, эти места были доступны только пользователям из определённых регионов. Пользователи могли прийти, чтобы узнать об эксклюзивных для страны событиях и новостях.

#### PlayStation Events
PlayStation Events — это пространство, которое открывалось во время специальных событий для посещения широкой публикой. Оно состояло из шести зон: Events Landing (Площадка для мероприятий), Gallery (Выставочный зал), Presentation Podium (Сцена для презентаций), Backstage Pass (Зона за кулисами), Observatory (Обсерватория) и PlayStation Network Sphere (Сфера PlayStation Network). В этом пространстве проводились мероприятия, анонсы и вечеринки.

### Игровые пространства
Sony Computer Entertainment и различные сторонние компании могли создавать специальные «игровые пространства» для определённых игр. Эти пространства обычно изображали уровень самой игры и имели мини-игры или взаимодействия, связанные с игрой. Было выпущено более сорока игровых пространств для Home. Эти игровые пространства различались в зависимости от региона пользователя.

### Пространства для разработчиков

Красная комната для покера в EA Sports Complex.

Разработчики видеоигр имели возможность создавать «Пространства для разработчиков» для своей компании-разработчика, чтобы продемонстрировать свою продукцию в Home. Эти пространства действовали аналогично Игровым пространствам, за исключением того, что они не были связаны с конкретной игрой. Обычно в этих пространствах были мини-игры, связанные с компанией или играми разработчика, а также предлагался широкий спектр контента для покупки в зависимости от компании. В Home было создано двенадцать Пространств для разработчиков. 

### Пространства для компаний, не связанных с играми
Компании, не связанные с играми, также могли создавать спонсорские пространства для Home. Они действовали аналогично Игровым пространствам, однако специально разработаны для продвижения продукции конкретной компании.
Первой компанией, сделавшей это, была Red Bull со своим пространством Red Bull Space. Оно было выпущено 8 января 2009 года в Европе и Северной Америке и включало в себя мини-игру Red Bull Air Race. Air Race была виртуальной версией реального чемпионата. 26 ноября 2009 года Red Bull открыли два новых пространства для Европы и Северной Америки, одно для Red Bull Illume, а другое для Red Bull Flugtag. Пространство Illume представляло выставку фотографий экстремального спорта Red Bull Illume. Фотография-победитель каждой из десяти категорий соревнования был показан на больших световых кубах, имитирующих реальную выставку. В пространстве Red Bull Beach была мини-игра Red Bull Flugtag, где пользователи могли соревноваться друг с другом, запуская одну из пяти летательных машин с высоты 30 футов, чтобы попытаться совершить полёт. Пространство также имело автомат Red Bull Jukebox с десятью различными музыкальными композициями от Red Bull. Все три пространства Red Bull были выпущены в азиатской версии Home 17 июня 2010 года. Red Bull выпустила свое первое личное пространство для Home — Red Bull House of Skate, которое включало в себя скейт-парк.
Фил Харрисон заявил, что места, созданные вокруг известных компаний по производству кофе, напитков, одежды и звукозаписи, а также крупных розничных продавцов и других подобных компаний, могут в зависимости от желания компании создавать контент для Home.

## Запуск игр
Запуск игр был функцией в Home, которая позволяла пользователям запускать игры для PS3, находясь в Home. Существовали два типа запуска игр: полный и упрощённый. Полный запуск игр позволял пользователям запускать многопользовательские игры с другими пользователями Home, которые могли быть или не быть в списке друзей. Пользователи могли полностью настроить игровую сессию, перейдя на свой экран меню, выбрав «Запуск игр» и настроив сессию с дополнительными параметрами. Они также могли присоединиться к уже существующей сессии. Когда пользователи настроили игру, готовую к запуску, название игры и количество игроков, присоединившихся к сессии, отображались над их аватарами под именами. Используя функцию запуска игр, пользователи сразу попадали в игру, минуя обычный экран загрузки. После окончания игры пользователи могли выйти из игры и вернуться либо в XMB, либо в Home.
Упрощённый запуск игр, также известный как универсальный запуск игр, был реализован в обновлении Core Client v1.30 и позволял запускать любую игру для PS3 из Home. С помощью упрощённого запуска игр пользователи могли вставить диск с игрой в свою PS3, находясь в Home, и следовать инструкциям на экране. У пользователей было ограниченное количество опций для выбора при упрощённом запуске игр. Например, они не могли выбрать карту или уровень, который они хотели, и не могли выбирать настройки для карты или уровня в Home. Пользователи должны были сделать это после запуска игры. Название игры и количество игроков, присоединившихся к сессии, также отображались под именами пользователей.

## Пользовательский контент
Фоторамки были первой функцией, которая поддерживала пользовательский контент с обменом фотографиями. Пространство игры inFamous также поддерживало пользовательский контент, позволяя пользователям создавать свои уникальные рисунки граффити в мини-игре и сохранять их на жёсткий диск PS3 для демонстрации своим друзьям. Пользователи также могли создавать свои собственные квартиры с помощью Blueprint: Home от nDreams. 16 октября 2009 года Rockstar Games начали проводить вечеринки «Beaterator Party» на станции Listen@Home на бывшей североамериканской Центральной площади (Central Plaza). Beaterator — это игра для PSP, которая позволяет пользователям микшировать свою музыку и создавать собственные циклы. Во время сессий Beaterator Rockstar Games проигрывали треки Beaterator, которые пользователи загружали в Rockstar Games Social Club.

## Игры
PlayStation Home была платформой для нескольких игр, доступных только в PlayStation Home. В октябре 2009 года Джек Бьюзер объявил, что PlayStation Home превратилась в «прежде всего, игровую платформу». С тех пор было выпущено несколько эксклюзивов для PlayStation Home. Первой игрой стала Xi, выпущенная до смены статуса Home на игровую платформу. Среди наиболее известных эксклюзивных игр для PlayStation Home были:

### Xi
Xi была первой в мире игрой в альтернативной реальности, доступной как на консолях, так и для устройств виртуальной реальности. Игра представляла собой приключение, происходившее в ряде секретных мест в Home, которые часто менялись. Цель игры заключалась в поиске «Джесс» и значения греческой буквы Кси (Xi) путём сбора фрагментов и бабочек. Игра вовлекала пользователей в поиск подсказок в реальном мире. Эта игра была создана компанией nDreams, которая выпустила несколько пространств для Xi.
Музей Xi представил обновлённый Xi Alumni Hub, три пространства в Alpha Zone 1 (Game Test Area, Maximum-Tilt Lobby и Adventure Lobby) и четыре в Alpha Zone 3. Кроме того, в Музее Xi находился магазин, в котором можно было купить такие предметы, как велосипед Maximum-Tilt и робот Stapler для личного пространства пользователей. Пользователи также могли купить доступ к публичному пространству «Party at Jess's Apartment», которое было представлено во время игры Xi.  В декабре 2012 года вышел сиквел под названием Xi: Continuum. Он проходил в Home на протяжении 47 дней, хотя пользователи могли закончить прохождение когда угодно. В течение 47 дней в нём каждый день появлялся новый контент, либо в Home, на внешних сайтах, либо через задания комьюнити. Целью было остановить персонажа по имени EatFlamingDeath и предотвратить взрыв бомбы, который разрушил бы Continuum и, в свою очередь, Home.

### Sodium
Sodium была первой массовой многопользовательской онлайн-игрой для Home, выпущенной 17 декабря 2009 года для европейской и североамериканской версий Home, а 17 июня 2010 года — для японской версии. Эта игра была разработана компанией Outso и издана Lockwood Publishing и была первой частью запланированной серии из четырёх игр для Home (к моменту закрытия Home были выпущены только две). Как и в Xi, было предусмотрено пространство для игры, доступное через Навигатор. Пространство называлось «Sodium Hub» и имело игру Salt Shooter Game. Первые пять уровней были полностью бесплатными, а дополнительные уровни и возможности можно было открыть с помощью покупки виртуальных предметов. Были добавлены новые игры, виртуальные предметы и общественные мероприятия.
Sodium 2: Project Velocity, выпущенная 16 июня 2011 года, была полностью бесплатной игрой, в отличие от своего предшественника. Она предлагала высокоскоростные гонки, похожие на серию игр Wipeout. В Sodium 2 был режим одиночной игры, который позволял пользователям оттачивать свои навыки и продвигаться в специальной системе опыта. Пользователи могли выполнять задания, зарабатывать Sodium Credits и соревноваться в мировом рейтинге лидеров. В дополнение к одиночному режиму, Sodium 2 предлагала режим многопользовательской игры в реальном времени, где игроки могли соревноваться с друзьями или незнакомцами.

### The Midway
The Midway — серия из трёх игр, разработанных Mass Media, Inc.
- The Midway[103] — пространство в карнавальном стиле, выпущенное 1 июля 2010 года в Европе и Северной Америке. В этом пространстве было представлено десять мини-игр, каждая из которых имела десять наград, а также бесплатное личное пространство под названием Darla's Den. Пользователи могли приобрести «Золотой билет» (50 билетов) для получения доступа ко всем играм до тех пор, пока у них не закончатся билеты. В пространстве также была случайная мини-игра с бесплатным доступом каждые пятнадцать минут, а также одна определённая мини-игра (Miz Fortunate), в которую можно было играть бесплатно каждые пять минут.
- The Midway 2 была выпущена 9 декабря 2010 года в Европе и Северной Америке и является продолжением The Midway. Так же, как и The Midway, это было пространство в карнавальном стиле, которое добавило десять новых мини-игр с наградами (в том числе Miz Fortune из The Midway с новыми наградами). В пространстве также была случайная бесплатная мини-игра, мини-игры менялись каждые 15 минут.
- The Midway 3 была выпущена 16 мая 2012 года в Европе и Северной Америке и является продолжением The Midway и The Midway 2. Как и первые два The Midway, это пространство было в карнавальном стиле и добавило ещё десять новых мини-игр с наградами (включая Miz Fortune из предыдущих игр с новыми наградами). Как и The Midway 2, пространство имело случайную бесплатную мини-игру, менявшуюся каждые 15 минут.

Наряду с выпуском The Midway 3, Mass Media выпустили центральный хаб для игр Midway под названием Hot Zone. Hot Zone предлагал мини-игру в аэрохоккей, «Redemption Centre» (где пользователи могли обменять свои очки Hot Zone), кассу для покупки дополнительных билетов на мини-игры Midway, доступ к трём играм Midway, личное пространство Darla's Den и регистрацию на розыгрыш The Midway Cash Carnival Sweepstakes. Пользователи, которые играли в любую из этих мини-игр, участвовали в розыгрыше Cash Carnival (была открыта только для граждан США), где пользователи могли выигрывать еженедельные призы от Sony Electronics с главным призом в размере 15 000$ (май 2012 – ноябрь 2012).

### Novus Prime
Novus Prime была бесплатной многопользовательской игрой в PlayStation Home, разработанной Hellfire Games. Игра позволяла пользователям выполнять миссии как в одиночном, так и в многопользовательском кооперативном формате. Пользователи могли создавать команды до четырёх игроков и отправляться на миссии, где они использовали оружие в битвах с флотами врагов. Помимо Навигатора, пользователи могли получить доступ к Novus Prime из Action District. Novus Prime получила два дополнения — Escalation 31 марта 2011 года и Vindication 11 января 2012 года — каждое из которых добавляло новые миссии, оружие, врагов, гонки, награды, а также личное пространство.

### Aurora
Aurora была игровым миром с испытаниями и секретами, которые со временем развивались новыми функциями, персонажами, играми и повествованию. Aurora предлагала мини-игру «OrbRunner», где пользователи могли получать опыт и открывать специальные награды, защищая острова от врагов. Также была мини-игра «Sky Fishing», в которой пользователи могли поймать необычную рыбу или другие предметы, чтобы добавить их в свой журнал коллекций. Также были различные информационные точки с информацией об Aurora. Пользователи также могли выполнить 12 заданий «Collect-O-Rama», после выполнения которых пользователям выдавался «Collect-O-Rama Pack». Ещё одной мини-игрой была Aurora Defense, где пользователи защищали острова Aurora. Aurora была создана nDreams и выпущена 17 марта 2011 года.

### No Man's Land
No Man's Land была многопользовательским тактическим шутером от третьего лица, включая систему передвижения по укрытиям и командные бои 4 на 4. Игра была разработана VEEMEE и выпущена в Северной Америке 20 июня 2012 года и в Европе 25 июля 2012 года. После завершения обучающей сессии игрокам давался начальный набор снаряжения, который позволял получить доступ к игре. Улучшения брони и оружия можно было приобрести за внутриигровые Commerce Points, VEEMEE планировала добавлять новые виды улучшений и предлагать больше вариантов для настройки. В игре было два режима: Scavengers (Сборщики) и Team Deathmatch (Командная игра на выживание). Team Deathmatch был игровым режимом со временным ограничением, в котором нужно было убить как можно больше вражеских игроков. В игровом режиме Scavengers командам нужно было собирать пакеты с материалами из истощённого городского пейзажа. Эти ресурсы были всем, что осталось от старого мира. Каждая команда должна была доставить все пакеты на свою «свалку» до того, как это сделает другая команда. Игроки зарабатывали очки за размещение этих материалов на свалке своей команды, за кражу вражеских материалов и просто за убийство врага.

### Mercia: Fractured Realms
Mercia: Fractured Realms была первой бесплатной ролевой игрой в PlayStation Home. Игра «открывала возможность для огромных миров и глубины повествования, которых ещё не было на платформе». В игре была детализированная система опыта и наград. Игроки могли исследовать мир и подземелья, сражаться с чудовищами, собирать предметы и выполнять квесты. Игроки также могли обнаружить Стражей, которые вели их в пути. Игра была разработана Lockwood Publishing и выпущена 30 августа 2012 года в Европе и Северной Америке.

### Home Tycoon
Home Tycoon была первой трёхмерной градостроительной игрой Home, разработанной компанией Hellfire Games. Home Tycoon, похожая на игры RollerCoaster Tycoon и Zoo Tycoon, позволяла пользователям создавать свой собственный город с нуля, исследовать его на уровне улиц в роли своего аватара и делиться им с друзьями. В игре также было множество миссий и заданий с интересным сюжетом, возможность управления транспортными средствами и более 50 наград в виде различных предметов для аватара. Пользователи брали на себя роль недавно избранного мэра, собирали ресурсы и заключали стратегические деловые сделки для развития экономики своего города. В игре было более 60 зданий, которые можно было открыть, и пользователи могли создавать и изменять свой город с помощью многоэтажных зданий, роскошных домов, общественных парков, электростанций, исследовательских больниц, полицейских участков и других сооружений.

### Intellivision Gen2
Intellivision Productions, Inc. объявила 14 сентября 2012 года о том, что они перенесут три "классические игры" с игровой консоли Intellivision на PlayStation Home в качестве Intellivision Gen2, который вышел осенью 2012 года. Среди представленных игр были Astrosmash, Shark! Shark! и Night Stalker, которые были улучшены, оставаясь верными оригинальным внешнему виду и игровому процессу. Команда разработчиков заявила, что это были «улучшенные, но полностью верные преобразования». Разработчики также заявили, что они добавили некоторые функции, которые им хотелось бы добавить в оригинальные версии. В Astrosmash Gen2 было больше типов НЛО, более выраженное возрастание уровня сложности и улучшение базового оружия по сравнению с оригиналом. В Shark! Shark! Gen2, помимо того, что игроки играют за рыбу, поедающую других рыб в попытке обезвредить акулу, их пища и враги плавали в самых разнообразных новых формах. Night Stalker Gen2 всё также был наполнен летучими мышами и пауками, но в нём появилось больше разнообразных роботов-убийц, противостоять каждому из которых было сложнее, а также разнообразие лабиринтовых структур.

### Другие игры
Другие менее известные эксклюзивные игры для PlayStation Home включают Dragon's Green — фэнтезийную мини-гольф игру; Conspiracy — первый шутер от третьего лица в Home; Slap Happy Sam; PlayStation Home Hold 'em; Sports Trivia; RC Rally; Bootleggers '29; Cutthroats: Battle for Black Powder Cove; Clusterpuck; и многие другие.

## События
Платформа Home проводила множество различных мероприятий, организованных самой платформой и её аффилированными поставщиками контента. Транслировались живые события, такие как интервью с разработчиками, выставка E3, спортивные состязания и концерты. Особые мероприятия обычно проходили в одном (или нескольких) игровых пространствах PlayStation Events.
Первые мероприятия в Home требовали от пользователей ответа на вопросы или предложения идей на официальных форумах PlayStation Home для получения шанса выиграть приз. Обычно призом был ваучер на покупку виртуальных товаров стоимостью 10$ в торговом комплексе. Эти мероприятия были организованы менеджерами PlayStation Home.
Некоторые мероприятия использовались для продвижения и рекламирования предстоящих фильмов. В 2009 году в европейском Home проходила охота за сокровищами для продвижения фильма Трансформеры: Месть падших.
В Home проходили некоторые мероприятия, на которых пользователи могли выиграть игры для PS3. Пользователи из США в североамериканском Home имели шанс выиграть игру Uncharted 2: Among Thieves — Fortune Hunter Edition, посетив пространство Uncharted 2 в указанные временные рамки и сыграв в мини-игру «Mask Mayhem». Пользователь, занявший первое место в таблице лидеров пространства Uncharted 2, получал издание Fortune Hunter. В ноябре 2009 года у пользователей также было три шанса выиграть Uncharted 2: Among Thieves — Fortune Hunter Edition.
Первая прямая трансляция в PlayStation Home была связана с последним запуском NASA космического шаттла "Дискавери". Это событие произошло 24 февраля 2011 года в 16:50 по восточному времени. Пользователи могли смотреть прямую трансляцию из своего личного пространства (или из пространства своих друзей) Sunset Yacht (ранее Amaterasu Yacht).
С 29 по 31 июля 2011 года всемирный финал турнира EVO транслировался в прямом эфире в кинотеатре Северной Америки. Этот поток также использовался для тестирования нового метода потоковой передачи для Home. Награды выдавались каждый день, а финальная награда — виртуальная реплика трофея чемпионата EVO (EVO Championship Trophy).
В европейском и североамериканском Home команды управления платформой организовывали встречи пользователей и запуск игр, выбранных на вечер. Например, в североамериканском Home была игра Resistance 2: SRPA Siege Night, которая проводилась каждую пятницу с 18:00 до 22:00 по тихоокеанскому времени. В североамериканском Home была функция «Featured Game Night», где заранее выбирались многопользовательские онлайн-игры, которые будут представлены каждый вечер в течение месяца, чтобы пользователи могли встретиться и запустить выбранную игру.

## Безопасность
В сообщениях любого чата, будь то публичный, приватный, групповой или клубный, автоматически цензурировались множество потенциально оскорбительных слов и словосочетаний. Пользователи могли сообщать о неуместном или оскорбительном поведении других людей модераторам, воспользовавшись Экраном безопасности PlayStation Home. Модераторы периодически проверяли эти жалобы и принимали меры в отношении учетной записи пользователя в зависимости от типа и серьёзности нарушения. Ограниченное количество активных модераторов также патрулировали PlayStation Home, чтобы у них была возможность немедленно принимать меры в отношении пользователей. Эти модераторы часто были невидимы для других пользователей и обычно не писали в публичном чате. Блокировки и баны, наложенные на учетную запись PSN, ограничивали возможность пользователя не только использовать PlayStation Home, но и любой другой онлайн-сервис в PSN. Пользователи также могли изменять свои настройки коммуникации, чтобы блокировать или отключать сообщения от пользователей, которые не были в списке их друзей.

## Обновления
В PlayStation Home проходило еженедельное обслуживание по средам (ранее по четвергам), которое сопровождалось еженедельными обновлениями контента, включающими новые пространства, игры или предметы. Основные обновления исправили ошибки и расширили социальные и игровые аспекты Home. Бета-версия получила несколько обновлений, в том числе предоставление пользователям возможности доступа к террасе Harbour Studio, к Панели меню и к торговому комплексу. После обновлений, влияющих на определённую локацию, локацию приходилось загружать повторно. Обновления контента не влияли на номер версии, в отличие от обновлений основного клиента.

### Ключевые версии
- Версия 1.03 была первой открытой бета-версией, выпущенной 11 декабря 2008 года[128]. Иконка Home автоматически появлялась в категории PlayStation Network в XMB.
- Версия 1.50, выпущенная 20 апреля 2011 года, ввела режим многопользовательской игры в реальном времени, улучшенную физику и графику, а также больший контроль над обнаружением столкновений в качестве части новой технологии, которую разработчики могли использовать для создания связанного игрового процесса[35]. Кроме того, в версии 1.5 было больше слотов для сохранения аватара (24), новые функции для создания лица, улучшенное управление мебелью, различные графические настройки Навигатора, улучшенные параметры размещения объектов в личном пространстве и расширенные параметры чата[33][129].
- Версия 1.60, выпущенная 8 декабря 2011 года, увеличила лимит мебели в личных и клубных пространствах с 50 до 100 предметов, позволяя размещать до 4 активных предметов. Обновление также улучшило выбор контента на аудиторию в личных пространствах. Переносные предметы и компаньоны автоматически активировались после входа и выхода из игр или пространств. Также была введена новая справочная система, помогающая новичкам. Удалён таймаут неактивности в течение 3 минут для аркадных игр и опция «Сообщество» в разделе «Параметры». Для разработчиков были добавлены дополнительные инструменты, позволяющие им создавать более качественные игры[130].
- Версия 1.65, выпущенная 25 апреля 2012 года, заменила Панель меню на новый упрощённый Экран меню, добавила возможность настройки слотов для мебели, улучшила визуальное отображение доступного использования памяти и добавила новую систему Голосового чата, которая заменила функцию персонального чата. Были сделаны более гармоничные оповещения, чтобы не мешать игровому процессу, и добавлена возможность покупки предметов из Гардероба. Была расширена система приглашений между играми, а также повышена стабильность многопользовательских игр в режиме реального времени[131].
- Версия 1.70, выпущенная 12 сентября 2012 года, включала новые функции для камеры (добавлена эмоция), изменения в коммерции, чтобы упростить совершение покупок, и новые функции для анимированных переносных предметов. Среди новых улучшений было обновление функции игнорирования и блокировки, новый звуковой эффект для личных сообщений и общие улучшения стабильности[132].
- Версия 1.86, выпущенная 12 марта 2014 года, включала добавление трофеев PSN, которые можно получить в PlayStation Home[133].
- Версия 1.87 была выпущена сразу после закрытия сервиса 1 апреля 2015 года. Когда пользователи пытаются запустить Home, появляются два изображения, которые сообщают, что PlayStation Home закрыт, выражают благодарность 41 миллиону пользователей по всему миру, которые играли в Home за время его существования, и перечисляют разработчиков, создававших контент для Home.

## Комната для PlayStation Portable
Комната для PSP — это сервис, который был отменён и должен был быть аналогичен PlayStation Home. Он разрабатывался для PlayStation Portable. Сервис официально назывался как R∞M и проходил бета-тестирование в Японии. Предполагалось, что он будет добавлен в PSP через обновление, и его можно будет запустить напрямую из раздела PlayStation Network в XMB. Как и в Home, владельцы PSP смогли бы приглашать других владельцев PSP в свои комнаты, чтобы «наслаждаться общением в реальном времени». Закрытый бета-тест начался в четвёртом квартале 2009 года в Японии. Разработка Комнаты была прекращена 15 апреля 2010 года.

## PlayStation Home Arcade
PlayStation Home Arcade — это приложение для PlayStation Vita, в котором представлены игры, ранее доступные только на игровых автоматах внутри PS Home. После покупки в игры можно было играть на любой из платформ без дополнительной оплаты. В приложение были бесплатно включены игры Icebreaker, Wipeout 2D и демо-версия Scribble Shooter.

### Игры PlayStation Home Arcade
| Название           | Дата выхода         |
| ------------------ | ------------------- |
| Icebreaker         | 5 февраля 2013 года |
| Wipeout 2D         | 5 февраля 2013 года |
| Scribble Shooter   | 5 февраля 2013 года |
| Frogger            | 5 февраля 2013 года |
| Time Pilot         | 5 февраля 2013 года |
| Asteroids          | 5 февраля 2013 года |
| Centipede          | 5 февраля 2013 года |
| Astrosmash Gen2    | 5 февраля 2013 года |
| Shark! Shark! Gen2 | 5 февраля 2013 года |
| Mad Blocker        | 5 февраля 2013 года |